# Ohafia
Ohafia (en Yoruba Agbègbè Ìjọba Ìbílẹ̀ Ohafia), est une zone de gouvernement local dans l'État d'Abia au Nigeria.

## Source
- (en) Cet article est partiellement ou en totalité issu de l’article de Wikipédia en anglais intitulé « Ohafia » (voir la liste des auteurs).